# Lista localităților din provincia Amasya
Aceasta este lista localităților din Provincia Amasya, Turcia, după district:

## Amasya
- Amasya
- Abacı, Amasya
- Aksalur, Amasya
- Aktaş, Amasya
- Akyazı, Amasya
- Alakadı, Amasya
- Albayrak, Amasya
- Ardıçlar, Amasya
- Avşar, Amasya
- Aydoğdu, Amasya
- Aydınlık, Amasya
- Ağılönü, Amasya
- Bayat, Amasya
- Bağlarüstü, Amasya
- Bağlıca, Amasya
- Beke, Amasya
- Beldağı, Amasya
- Boğaköy, Amasya
- Boğazköy, Amasya
- Bulduklu, Amasya
- Böke, Amasya
- Dadıköy, Amasya
- Damudere, Amasya
- Değirmendere, Amasya
- Direkli, Amasya
- Doğantepe, Amasya
- Duruca, Amasya
- Eliktekke, Amasya
- Eskikızılca, Amasya
- Fındıklı, Amasya
- Gökdere, Amasya
- Gözlek, Amasya
- Halifeli, Amasya
- Hasabdal, Amasya
- Kaleboğazı, Amasya
- Kaleköy, Amasya
- Kapıkaya, Amasya
- Karaali, Amasya
- Karaibrahim, Amasya
- Karakese, Amasya
- Karaköprü, Amasya
- Karaçavuş, Amasya
- Karsan, Amasya
- Kayabaşı, Amasya
- Kayacık, Amasya
- Keçili, Amasya
- Keşlik, Amasya
- Kutlu, Amasya
- Kuzgeçe, Amasya
- Köyceğiz, Amasya
- Küçükkızılca, Amasya
- Kızseki, Amasya
- Kızılca, Amasya
- Kızılkışlacık, Amasya
- Mahmatlar, Amasya
- Meşeliçiftliğiköyü, Amasya
- Musaköy, Amasya
- Ormanözü, Amasya
- Ortaköy, Amasya
- Ovasaray, Amasya
- Saraycık, Amasya
- Sarayözü, Amasya
- Sarıalan, Amasya
- Sarıkız, Amasya
- Sarılar, Amasya
- Sarımeşe, Amasya
- Sarıyar, Amasya
- Sazköy, Amasya
- Selimiye, Amasya
- Sevincer, Amasya
- Sıracevizler, Amasya
- Tatar, Amasya
- Toklucak, Amasya
- Tuzluçal, Amasya
- Tuzsuz, Amasya
- Uygur, Amasya
- Vermiş, Amasya
- Yavru, Amasya
- Yaylacık, Amasya
- Yağcıabdal, Amasya
- Yağmur, Amasya
- Yeşildere, Amasya
- Yeşiltepe, Amasya
- Yeşilöz, Amasya
- Yolyanı, Amasya
- Yuvacık, Amasya
- Yuvaköy, Amasya
- Yıkılgan, Amasya
- Yıldızköy, Amasya
- Ziyaret, Amasya
- Çatalçam, Amasya
- Çavuşköy, Amasya
- Çengelkayı, Amasya
- Çivi, Amasya
- Çiğdemlik, Amasya
- Özfındıklı, Amasya
- Ümük, Amasya
- İbecik, Amasya
- İlgazi, Amasya
- İlyas, Amasya
- İpekköy, Amasya
- Şeyhsadi, Amasya

## Göynücek
- Abacı, Göynücek
- Alan, Göynücek
- Ardıçpınar, Göynücek
- Asar, Göynücek
- Ayvalıpınar, Göynücek
- Bektemür, Göynücek
- Beşiktepe, Göynücek
- Davutevi, Göynücek
- Gaffarlı, Göynücek
- Gökçeli, Göynücek
- Göynücek
- Harmancık, Göynücek
- Hasanbey, Göynücek
- Ilısu, Göynücek
- Karayakup, Göynücek
- Karaşar, Göynücek
- Kavaklı, Göynücek
- Kertme, Göynücek
- Kervansaray, Göynücek
- Konuralan, Göynücek
- Koyuncu, Göynücek
- Kışlabeyi, Göynücek
- Pembeli, Göynücek
- Sığırçayı, Göynücek
- Tencerli, Göynücek
- Terziköy, Göynücek
- Yassıkışla, Göynücek
- Yeniköy, Göynücek
- Çamurlu, Göynücek
- Çayan, Göynücek
- Çaykışla, Göynücek
- Çulpara, Göynücek
- İkizyaka, Göynücek
- Şarklı, Göynücek
- Şeyhler, Göynücek
- Şeyhoğlu, Göynücek

## Gümüşhacıköy
- Akpınar, Gümüşhacıköy
- Alören, Gümüşhacıköy
- Bacakoğlu, Gümüşhacıköy
- Bademli, Gümüşhacıköy
- Balıklı, Gümüşhacıköy
- Beden, Gümüşhacıköy
- Derbentobruğu, Gümüşhacıköy
- Doluca, Gümüşhacıköy
- Dumanlı, Gümüşhacıköy
- Eslemez, Gümüşhacıköy
- Güllüce, Gümüşhacıköy
- Gümüşhacıköy
- Güplüce
- Güvemözü, Gümüşhacıköy
- Karaali, Gümüşhacıköy
- Karacaören, Gümüşhacıköy
- Karakaya, Gümüşhacıköy
- Kağnıcı, Gümüşhacıköy
- Keçiköy, Gümüşhacıköy
- Kiziroğlu, Gümüşhacıköy
- Koltuk, Gümüşhacıköy
- Konuktepe, Gümüşhacıköy
- Korkut, Gümüşhacıköy
- Kutluca, Gümüşhacıköy
- Kuzalan, Gümüşhacıköy
- Köseler, Gümüşhacıköy
- Kılıçaslan, Gümüşhacıköy
- Kırca, Gümüşhacıköy
- Kızık, Gümüşhacıköy
- Kızılca, Gümüşhacıköy
- Ovabaşı, Gümüşhacıköy
- Pusacık, Gümüşhacıköy
- Sallar, Gümüşhacıköy
- Saraycık, Gümüşhacıköy
- Sarayözü, Gümüşhacıköy
- Sekü, Gümüşhacıköy
- Yazıyeri, Gümüşhacıköy
- Çalköy, Gümüşhacıköy
- Çavuşköy, Gümüşhacıköy
- Çetmi, Gümüşhacıköy
- Çiftçioğlu, Gümüşhacıköy
- Çitli, Gümüşhacıköy
- İmirler, Gümüşhacıköy

## Hamamözü
- Alanköy, Hamamözü
- Arpadere, Hamamözü
- Aşağıovacık, Hamamözü
- Damladere, Hamamözü
- Dedeköy, Hamamözü
- Gölköy, Hamamözü
- Göçeri, Hamamözü
- Hamamözü
- Hıdırlar, Hamamözü
- Kızılcaören, Hamamözü
- Mağaraobruğu, Hamamözü
- Omarca, Hamamözü
- Sarayözü, Hamamözü
- Tekçam, Hamamözü
- Tepeköy, Hamamözü
- Yemişen, Hamamözü
- Yeniköy, Hamamözü
- Yukarıovacık, Hamamözü
- Çayköy, Hamamözü

## Merzifon
- Akpınar, Merzifon
- Aksungur, Merzifon
- Aktarla, Merzifon
- Akören, Merzifon
- Alişar, Merzifon
- Alıcık, Merzifon
- Aşağıbük, Merzifon
- Bahçecik, Merzifon
- Balgöze, Merzifon
- Bayat, Merzifon
- Bayazıt, Merzifon
- Bulak, Merzifon
- Büyükçay, Merzifon
- Demirpınar, Merzifon
- Derealan, Merzifon
- Diphacı, Merzifon
- Elmayolu, Merzifon
- Esentepe, Merzifon
- Eymir, Merzifon
- Gelinsini, Merzifon
- Gökçebağ, Merzifon
- Gümüştepe, Merzifon
- Hacet, Merzifon
- Hacıyakup, Merzifon
- Hanköy, Merzifon
- Hayrettinköy, Merzifon
- Hırka, Merzifon
- Kamışlı, Merzifon
- Karacakaya, Merzifon
- Karamağara, Merzifon
- Karamustafapaşa, Merzifon
- Karatepe, Merzifon
- Karşıyaka, Merzifon
- Kayadüzü, Merzifon
- Koçköy, Merzifon
- Kuyuköy, Merzifon
- Küçükçay, Merzifon
- Kıreymir, Merzifon
- Kızıleğrek, Merzifon
- Mahmutlu, Merzifon
- Merzifon
- Ortabük, Merzifon
- Ortaova, Merzifon
- Osmanoğlu, Merzifon
- Oymaağaç, Merzifon
- Oymak, Merzifon
- Pekmezci, Merzifon
- Saraycık, Merzifon
- Sarıbuğday, Merzifon
- Sarıköy, Merzifon
- Sazlıca, Merzifon
- Türkoğlu, Merzifon
- Uzunyazı, Merzifon
- Yakacık, Merzifon
- Yakupköy, Merzifon
- Yalnız, Merzifon
- Yenice, Merzifon
- Yeşilören, Merzifon
- Yolüstü, Merzifon
- Yukarıbük, Merzifon
- Çamlıca, Merzifon
- Çavundur, Merzifon
- Çaybaşı, Merzifon
- Çayırköy, Merzifon
- Çayırözü, Merzifon
- Çobanören, Merzifon
- İnalanı, Merzifon
- Şeyhyeni, Merzifon

## Suluova
- Alabedir, Suluova
- Armutlu, Suluova
- Arucak, Suluova
- Ayrancı, Suluova
- Aşağıkarasu, Suluova
- Bayırlı, Suluova
- Boyalı, Suluova
- Cürlü, Suluova
- Derebaşalan, Suluova
- Dereköy, Suluova
- Deveci, Suluova
- Eğribük, Suluova
- Harmanağılı, Suluova
- Kanatpınar, Suluova
- Kapancı, Suluova
- Karaağaç, Suluova
- Kazanlı, Suluova
- Kerimoğlu, Suluova
- Kolay, Suluova
- Kulu, Suluova
- Kurnaz, Suluova
- Kutlu, Suluova
- Kuzalan, Suluova
- Küpeli, Suluova
- Kılıçaslan, Suluova
- Kıranbaşalan, Suluova
- Ortayazı, Suluova
- Oğulbağı, Suluova
- Salucu, Suluova
- Saygılı, Suluova
- Seyfe, Suluova
- Soku, Suluova
- Suluova
- Uzunoba, Suluova
- Yolpınar, Suluova
- Yüzbeyi, Suluova
- Çayüstü, Suluova
- Çukurören, Suluova
- Özalakadı, Suluova

## Taşova
- Alpaslan
- Altınlı, Taşova
- Alçakbel, Taşova
- Ardıçönü, Taşova
- Arpaderesi, Taşova
- Boraboy, Taşova
- Dereköy, Taşova
- Devre, Taşova
- Durucasu, Taşova
- Dutluk, Taşova
- Dörtyol, Taşova
- Elmakırı, Taşova
- Gemibükü, Taşova
- Geydoğan, Taşova
- Gökpınar, Taşova
- Güendik, Taşova
- Güngörmüş, Taşova
- Gürsu, Taşova
- Hacıbeyköyü, Taşova
- Hüsnüoğlu, Taşova
- Ilıcaköy, Taşova
- Ilıpınar, Taşova
- Karabük, Taşova
- Karlık, Taşova
- Karsavul, Taşova
- Kavaloluğu, Taşova
- Korubaşı, Taşova
- Kozluca, Taşova
- Kumluca, Taşova
- Kırkharman, Taşova
- Kızgüldüren, Taşova
- Mercimekköy, Taşova
- Mülkbükü, Taşova
- Sepetli, Taşova
- Sofualan, Ayvacık
- Tatlıpınar, Taşova
- Taşova
- Tekpınar, Taşova
- Türkmendamı, Taşova
- Uluköy, Taşova
- Umutlu, Taşova
- Yayladibi, Taşova
- Yaylasaray, Taşova
- Yenidere, Taşova
- Yeşiltepe, Taşova
- Yeşilyurt, Taşova
- Yolaçan, Taşova
- Çakırsu, Taşova
- Çalkaya, Taşova
- Çambükü, Taşova
- Çılkıdır, Taşova
- Özbaraklı, Taşova
- Şahinler, Taşova
- Şeyhli, Taşova